# MeetYourMakers
MeetYourMakers(MYM)는 2001년에 설립된 독일의 e스포츠 팀이며, 과거 덴마크를 연고로 하였다. 장재호(현 위메이드 폭스)와 노재욱의 전 소속 팀이기도 했다. 워크래프트 III, 카운터-스트라이크, 리그 오브 레전드, 하스스톤 팀을 운영했으며 2009년에 워크래프트 III 팀이 해체되었다. 2014년 12월 8일에 유럽 리그 오브 레전드 챔피언스 시리즈에 참가했던 슈파 핫 크루(Supa Hot Crew) 팀을 인수했으며 2015년 중반까지 해체될 때까지 활동했다.

## 같이 보기
- e스포츠
- 워크래프트 III